# کاربرد ابزار در جانوران

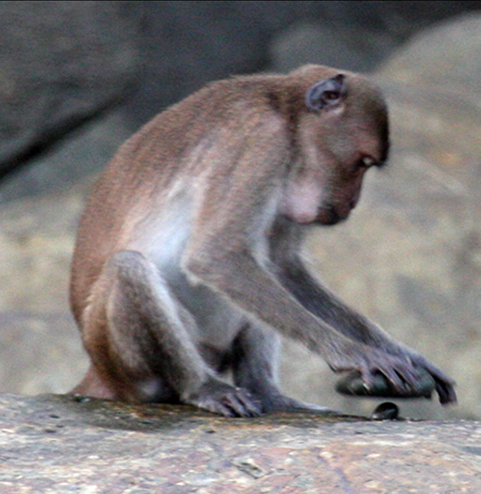
یک ماکاک خرچنگ خوار با استفاده از سنگ

کاربرد ابزار در جانوران پدیده‌ای است که در آن جانور از هر نوع ابزاری برای رسیدن به هدفی مانند به دست آوردن آب و غذا، نظافت، دفاع، ارتباط، بازی یا ساخت‌وساز استفاده می‌کند. در ابتدا تصور می‌شد که مهارتی است که تنها انسان‌ها از آن برخوردارند، کاربرد برخی ابزارها مستلزم سطح پیچیده‌ای از شناخت است. بحث قابل توجهی در مورد تعریف اینکه چه چیزی یک ابزار را تشکیل می‌دهد و بنابراین کدام رفتارها را می‌توان نمونه‌های واقعی استفاده از ابزار در نظر گرفت، وجود دارد. طیف گسترده‌ای از جانوران از جمله پستانداران، پرندگان، ماهیان، سرپایان و حشرات برای استفاده از ابزار در نظر گرفته می‌شوند.

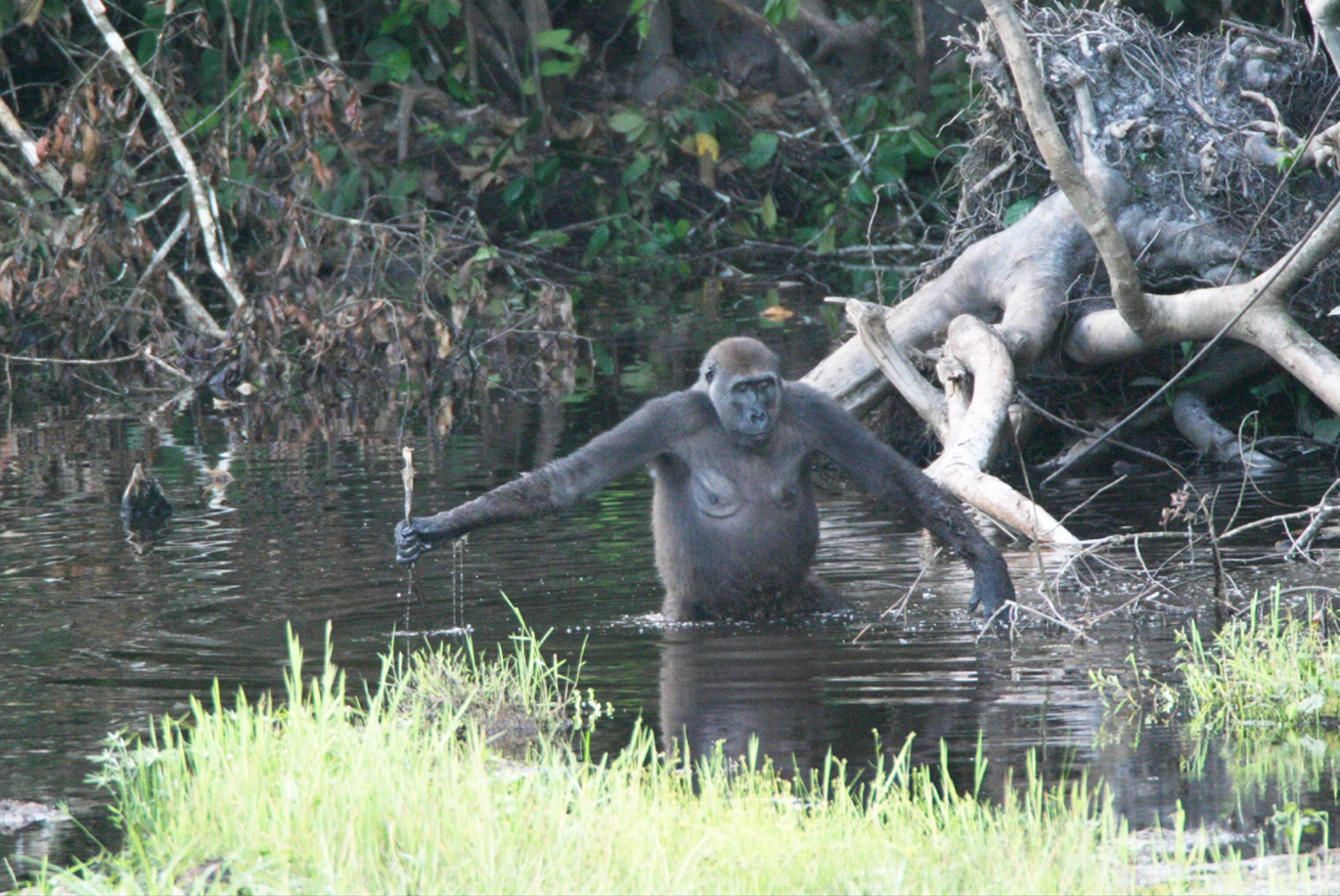
یک گوریل دشت غربی، G.g. gorilla، با استفاده از چوب احتمالاً برای سنجش عمق آب

کاربرد ابزار بارها در نخستی‌سانان وحشی و اسیر، به ویژه میمون‌های بزرگ گزارش شده‌است. کاربرد ابزار توسط نخستی‌ها متنوع است و شامل شکار (پستانداران، بی‌مهرگان، ماهی)، جمع‌آوری عسل، پردازش غذا (آجیل، میوه‌ها، سبزیجات و دانه‌ها)، جمع‌آوری آب، سلاح و سرپناه می‌شود.
کلاغان خانوادهای از پرندگان هستند که با مغز نسبتاً بزرگ، شکل‌پذیری رفتاری قابل توجه (به ویژه رفتارهای بسیار نوآورانه در جستجوی غذا) و توانایی‌های شناختی خوب رشدیافته مشخص می‌شوند.

## نگارخانه

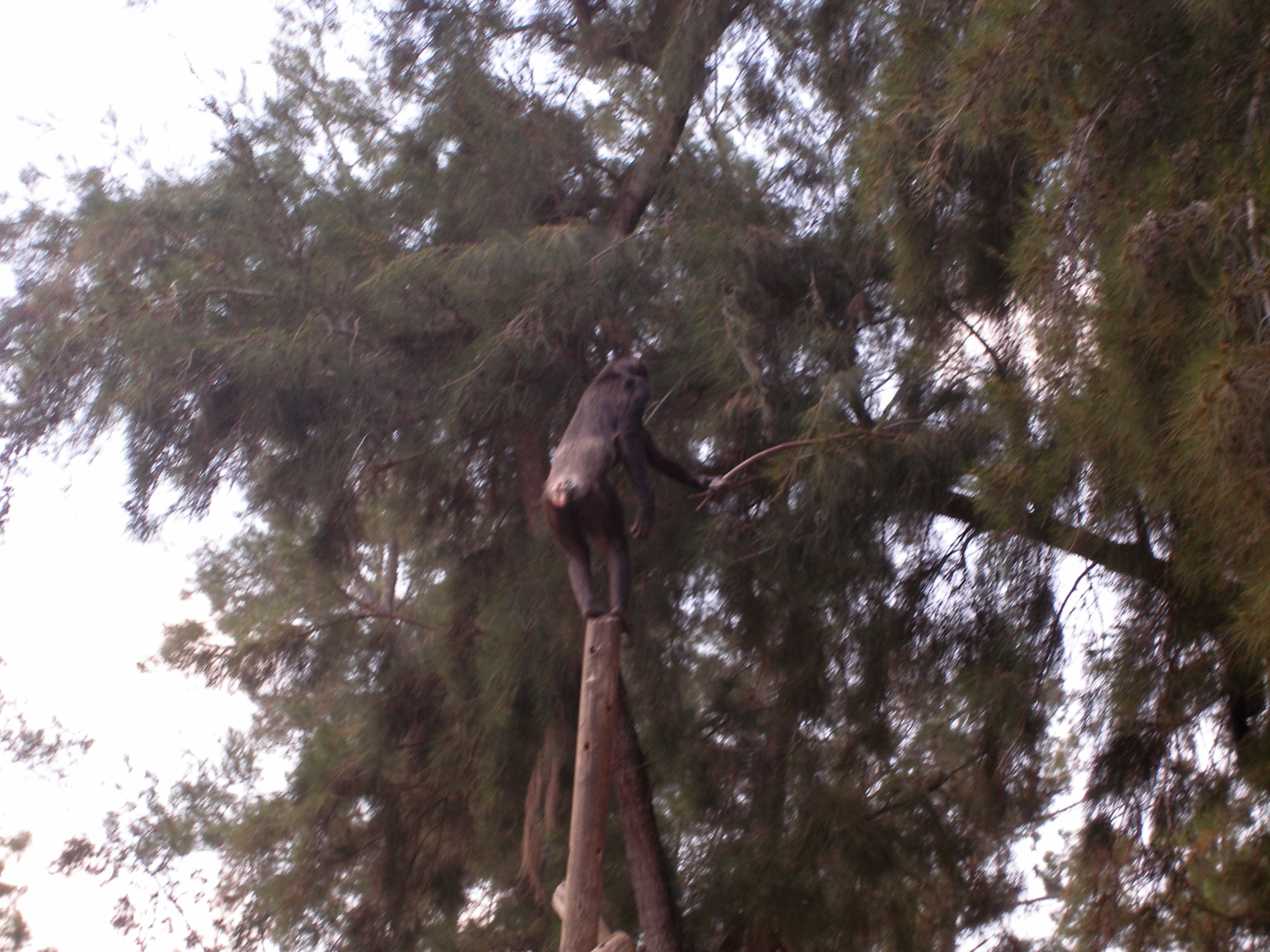
شامپانزه‌ای که با چوب غذا جمع می‌کند
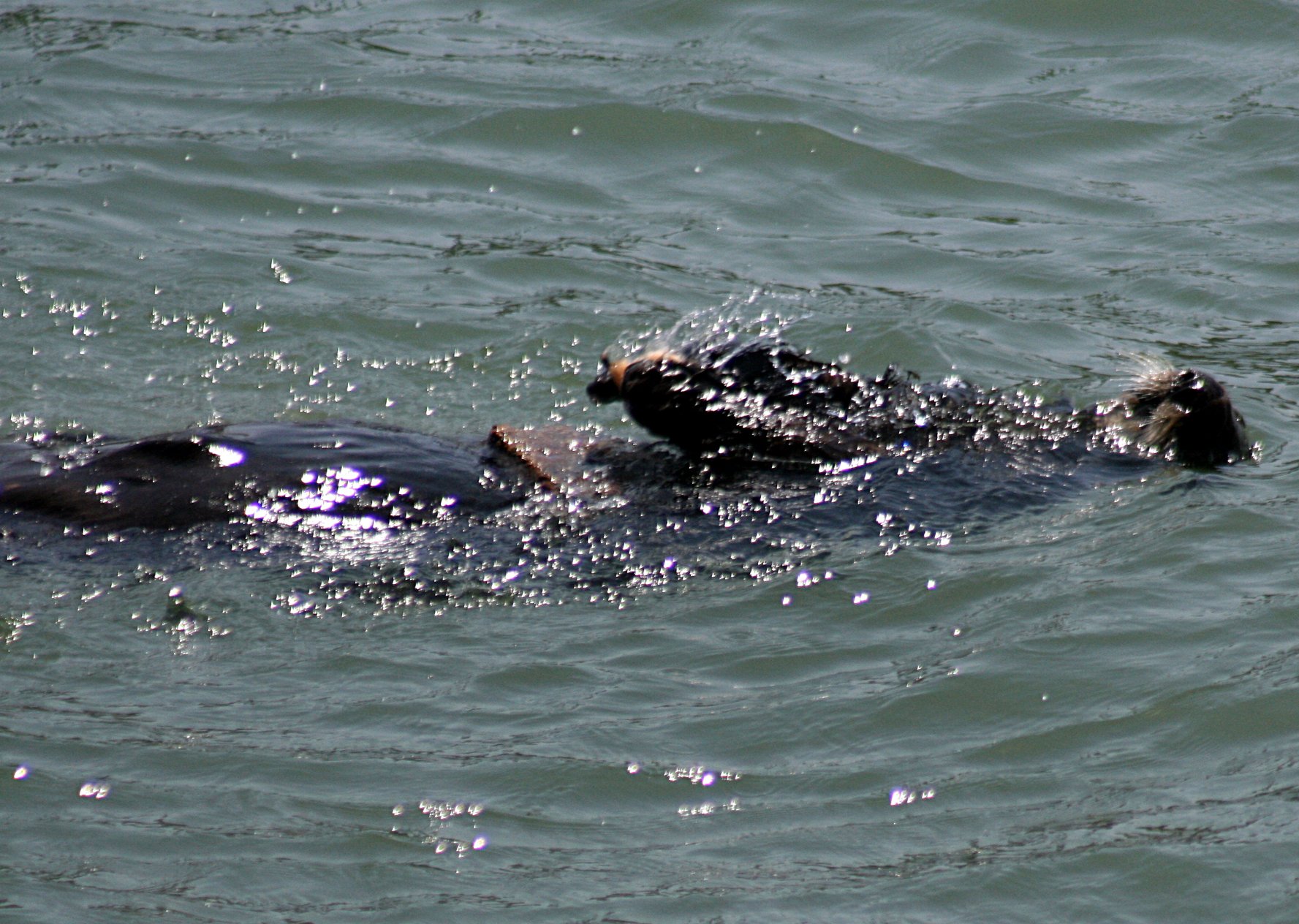
سمور دریایی که از سنگ برای شکستن صدف استفاده می‌کند
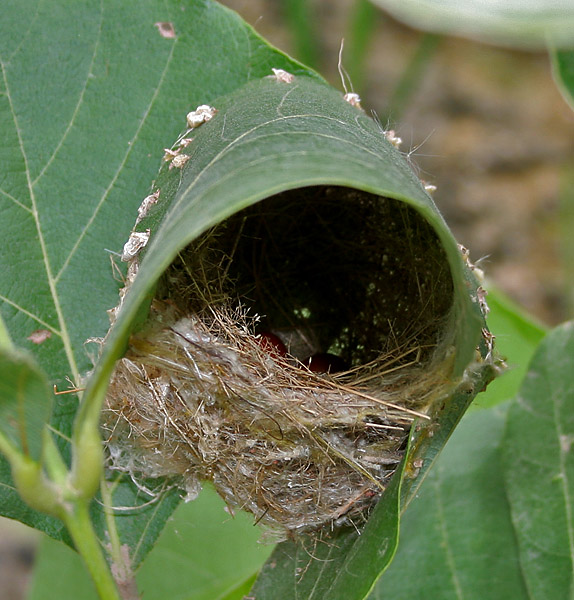
کیسه‌ای دارای لانه مرغ دوزنده
- یک ماهی کمانگیر در حال شلیک به طعمه